# 桧仓中国人民志愿军烈士陵园
39°6′27.5″N 126°27′23″E / 39.107639°N 126.45639°E
桧仓中国人民志愿军烈士陵园（朝鲜语：／）是位於朝鲜民主主義人民共和國平安南道桧仓郡一座山坡上的一個烈士陵園，是朝鲜境內規模最大的中國人民志愿军烈士陵园。該陵園占地面积约9万平方米，共分三層。陵園內埋葬包括毛岸英等134名中國人民志愿军士兵。

## 歷史
陵園附近在朝鮮戰爭時期曾經為中国人民志愿军总部所在地。該陵園始建于1954年，1957年建成。2011年4月，該陵园啟動修缮。2012年10月24日，修繕工程完工。2023年7月26日，朝鲜劳动党总书记、国务委员长金正恩参谒桧仓中国人民志愿军烈士陵园。